# Конференция католических епископов Португалии

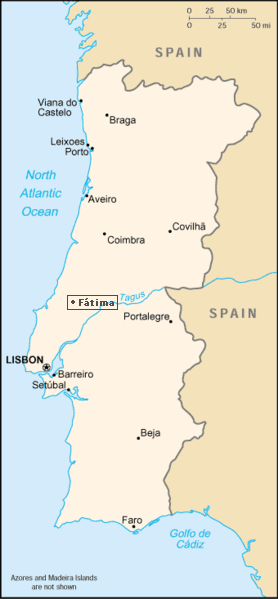
Карта Португалии

 Конференция католических епископов Португалии  (порт. Conferência Episcopal Portuguesa) — коллегиальный орган национального церковно-административного управления Римско-Католической церкви в Португалии. Конференция католических епископов Португалии осуществляет определённые пастырские функции, направленные для решения литургических, дисциплинарных и иных вопросов, актуальных для католической общины Португалии. Высшим органом Конференции католических епископов Португалии является общее собрание епископов и архиепископов. Решения Конференции утверждаются Римским папой.

## История
Неофициальные встречи глав католических епархий в Португалии проходили регулярно начиная с 30-х годов XX века, но институционализация их произошла лишь в 1967 году, когда 16 мая на встрече португальских епископов был принят первый Устав Конференции католических епископов Португалии. Два месяца спустя, 16 июля, Устав был утверждён Папой Римским. С тех пор в него несколько раз вносились изменения: в 1975 г., в 1984 году (для приведения в соответствие с новым Кодексом канонического права), 1993 г., 1998 г., 1999 г. (дополнения) и 2005 году.

## Структура
Действующими членами конференции католических епископов Португалии являются все португальские епископы и архиепископы. Высшим органом Конференции является общее собрание епископов, созываемое, как правило, два раза в год: в апреле и ноябре. Общее собрание избирает из числа своих членов председателя, его заместителя и секретаря; епископы, избранные на эти должности, могут занимать их не дольше, чем два трёхлетних срока.  Председатель Конференции католических епископов, его заместитель, секретарь и ещё четыре епископа, избранные на общем собрании, образуют Постоянный совет Конференции.
Постоянный совет проводит заседания, как правило, раз в месяц и отвечает за решение организационных вопросов, связанных с подготовкой общих собраний и выполнением их решений, но вправе рассматривать и вопросы по существу, возникающие в период между общими собраниями Конференции, если они носят неотложный характер. Помимо регулярных, Конференция может созывать чрезвычайные общие собрания.
Председатель Конференции католических епископов Португалии, его заместитель и секретарь совместно образуют Президиум Конференции.

### Президиум
Членами Президиума Постоянного совета Конференции католических епископов, избранного в 2020 году со сроком полномочий до 2023 года, являются:
- Жозе Орнелаш Карвальо[порт.], епископ Лейрия-Фатимы председатель Постоянного совета;
- Виржилиу ду Нашсименту Антунеш[порт.], Епископ Коимбры вице-председатель Постоянного совета;;
- Мануэл Жоаким Гомеш Барбоза, секретарь Постоянного совета;

### Постоянный совет
Членами Постоянного совета Конференции католических епископов, избранного в 2020 году со сроком полномочий до 2023 года, являются:
- Жозе Орнелаш Карвальо, епископ Лейрия-Фатимы председатель Постоянного совета;
- Виржилиу ду Нашсименту Антунеш, Епископ Коимбры вице-председатель Постоянного совета;
- Мануэл Макариу ду Нашсименту Клементе, кардинал, бывший Патриарх Лиссабона, член Постоянного совета;
- Мануэл да Силва Родригеш Линда[порт.], Епископ Порту, член Постоянного совета;
- Жозе Мануэл Гарсия Кардейро[порт.], Архиепископ Браги, член Постоянного совета;
- Жозе Аугушту Тракина Мария[порт.], Епископ Сантарена, член Постоянного совета;
- Жозе Франсишку Сенра Коэльо[порт.], Архиепископ Эворы, член Постоянного совета;
- Мануэл Жоаким Гомеш Барбоза, секретарь Постоянного совета;

### Комиссии конференции
Постоянные комиссии, действующие в рамках Конференции католических епископов Португалии:
- Комиссия по социальным и культурным делам;
- Комиссия по экуменизму;
- Комиссия по христианскому образованию;
- Комиссия по делам мирян и семьи;
- Литургическая комиссия;
- Миссионерская комиссия;
- Комиссия по делам беженцев и эмигрантов;
- Комиссия пастырского попечения.

## Источник
- Annuario Pontificio, Ватикан, 2003